# Gornja Drenova
 Gornja Drenova  falu Horvátországban Zágráb megyében. Közigazgatásilag Szentivánzelinához tartozik.

## Fekvése
Zágrábtól 21 km-re északkeletre, községközpontjától  6 km-re délnyugatra, a Medvednica-hegység délkeleti lejtőin szétszórtan fekszik.

## Története
1857-ben 263, 1910-ben 923 lakosa volt. Trianonig Zágráb vármegye Szentivánzelinai járásához tartozott.
2001-ben 374 lakosa volt.

## Külső hivatkozások
Szentivánzelina község hivatalos oldala